# Palipi (Palipi)
Palipi is een bestuurslaag in het regentschap Samosir van de provincie Noord-Sumatra, Indonesië. Palipi telt 1802 inwoners (volkstelling 2010).